# Петар Сучич
Петар Сучич (хорв. Petar Sučić; нар. 25 жовтня 2003, Ливно) — боснійський та хорватський футболіст, півзахисник клубу «Інтернаціонале».
Чемпіон Хорватії. Володар Кубка Хорватії.

## Клубна кар'єра
Народився 25 жовтня 2003 року в місті Ливно. Вихованець юнацьких команд футбольних клубів «Іскра» (Бугойно) та «Зріньскі».
У дорослому футболі дебютував 2022 року виступами за команду «Динамо-2» (Загреб), в якій того року взяв участь у 9 матчах чемпіонату. 
Своєю грою за цю команду привернув увагу представників тренерського штабу клубу «Зріньскі», до складу якого приєднався на умовах оренди 2022 року. Відіграв за команду з Мостара наступний сезон своєї ігрової кар'єри. Більшість часу, проведеного у складі «Зріньскі», був основним гравцем команди.
У грудні 2023 року він продовжив контракт з клубом  «Динамо» (Загреб) до червня 2028 року.
4 червня 2025 року Сучич приєднався до італійського клубу Серії A «Інтер», підписавши п’ятирічний контракт.

## Виступи за збірні
У 2021 році дебютував у складі юнацької збірної Боснії і Герцеговини (U-19), загалом на юнацькому рівні взяв участь у 16 іграх.
Протягом 2022–2023 років залучався до складу молодіжної збірної Боснії і Герцеговини. На молодіжному рівні зіграв у 8 офіційних матчах.
У 2024 році дебютував в офіційних матчах у складі національної збірної Хорватії, провів у її формі 4 матчі, забивши один гол.
| Дата       | Місто   | Господарі  | Результат | Гості     | Турнір                               | Голи | Примітки |
| ---------- | ------- | ---------- | --------- | --------- | ------------------------------------ | ---- | -------- |
| 5-9-2024   | Лісабон | Португалія | 2 – 1     | Хорватія  | Ліга націй УЄФА 2024-2025 - 1-й етап | -    | 77'      |
| 8-9-2024   | Осієк   | Хорватія   | 1 – 0     | Польща    | Ліга націй УЄФА 2024-2025 - 1-й етап | -    | 40' 46'  |
| 12-10-2024 | Загреб  | Хорватія   | 2 – 1     | Шотландія | Ліга націй УЄФА 2024-2025 - 1-й етап | -    | 46'      |
| 15-10-2024 | Варшава | Польща     | 3 – 3     | Хорватія  | Ліга націй УЄФА 2024-2025 - 1-й етап | 1    |          |
| Усього     |         | Матчів     | 4         |           | Голів                                | 1    |          |

## Титули і досягнення
- Чемпіон Боснії і Герцеговини (1):

«Зрінськи»: 2022-2023
- Володар Кубка Боснії і Герцеговини (1):

«Зрінськи»: 2022-2023
- Чемпіон Хорватії (1):

«Динамо» (Загреб): 2023-2024
- Володар Кубка Хорватії (1):

«Динамо» (Загреб): 2023-2024
- Володар Суперкубка Хорватії (1):

«Динамо» (Загреб): 2023